# 1994 en jeu vidéo
Cet article présente les faits marquants de l'année 1994 concernant le jeu vidéo.

## Événements
- janvier : disparition du magazine Tilt, le premier magazine spécialisé jeu vidéo français[1].
- 28 février : création du studio Insomniac Games.
- 21 novembre : sortie de la 32X aux États-Unis[2].
- 22 novembre : sortie de la Saturn au Japon[3].
- 3 décembre : sortie de la PlayStation au Japon[4].

## Principales sorties de jeux
| 2 février    | Sonic the Hedgehog 3          | Mega Drive     | États-Unis  |        |
| 19 février   | Wario's Woods                 | NES            | Japon       |        |
| 19 mars      | Super Metroid                 | Super Nintendo | Japon       | [ 5 ]  |
| 1er avril    | DBZ : L'Appel du destin       | Mega Drive     | Japon       | [ 6 ]  |
| 2 avril      | Final Fantasy VI              | Super Nintendo | Japon       | [ 7 ]  |
| 25 août      | The King of Fighters '94      | Arcade         | Japon       | [ 8 ]  |
| 27 août      | Mother 2                      | Super Nintendo | Japon       | [ 9 ]  |
| 9 septembre  | Mortal Kombat II              | SNES, MD       | USA, Europe | [ 10 ] |
| 23 septembre | System Shock                  | PC             | États-Unis  |        |
| 10 octobre   | Doom II: Hell on Earth        | PC             | États-Unis  | [ 11 ] |
| 18 octobre   | Sonic and Knuckles            | Mega Drive     | Monde       | [ 12 ] |
| 9 novembre   | Le Roi lion                   | SNES, MD       | États-Unis  | [ 13 ] |
| 21 novembre  | Donkey Kong Country           | Super Nintendo | Europe      | [ 14 ] |
| 23 novembre  | Warcraft: Orcs and Humans     | PC             | États-Unis  | [ 15 ] |
| 3 décembre   | Ridge Racer                   | PlayStation    | Japon       | [ 16 ] |
| 9 décembre   | La Légende de Thor            | Mega Drive     | Japon       | [ 17 ] |
| 16 décembre  | Motor Toon Grand Prix         | PlayStation    | Japon       | [ 18 ] |
| 21 décembre  | Rise of the Triad (shareware) | PC             | États-Unis  |        |